# Nikos Papadopoulos
Nikos Papadopoulos (griechisch Νίκος Παπαδόπουλος, * 11. April 1990 in Athen) ist ein griechischer Fußballtorwart.

## Karriere
In seiner Jugend spielte zunächst für die Jugend-Akademie von Juventus Turin und danach für diverse Jugend-Mannschaften von Olympiakos Piräus. Nachdem sein Vertrag bei Olympiakos Piräus nicht verlängert worden war, wechselte Papadopoulos im Sommer 2012 nach Deutschland und erhielt einen Vertrag bei Fortuna Düsseldorf in der 1. Fußball-Bundesliga. Dort wurde er jedoch nur in der zweiten Mannschaft eingesetzt. Im Sommer 2013 kehrte Papadopoulos nach Griechenland in die griechische Super League zurück und spielte bis 2016 für Panionios Athen. Anschließend wechselte er zu Atromitos Athen, wo er jedoch nur im Pokal eingesetzt wurde. Nach nur einer Spielzeit schloss er sich dem Erstligaaufsteiger PAS Lamia an.
Trotz des geglückten Klassenerhalts unterzeichnete Papadopoulos 2018 einen Zweijahresvertrag bei Asteras Tripolis, den er bereits ein Jahr später bis zum Sommer 2022 verlängerte. Am 21. März 2021 erzielte Papadopoulos im Spiel gegen Panathinaikos Athen in der 97. Spielminute das erste und bislang einzige Tor seiner Karriere zum 2:2-Ausgleich.